# Штаб
Штаб је војни орган који прикупља све неопходне податке који помажу команданту да лакше донесе одлуке. Штаб служи за разраду и преношење командантове одлуке, заповести, наређења на потчињене јединице.

## Историја
Пре краја 18. века, генерално није постојала организациона подршка за функције особља као што су војна обавештајна служба, логистика, планирање или особље. Команданти јединица обављали су такве функције за своје јединице, уз неформалну помоћ подређених који обично нису били обучени за одређени задатак или им није додељен специфични задатак.

### Аустрија
Гроф Леополд Јозеф Даун, у писму царици Марији Терезији у јануару 1758. године, залагао се за важнију улогу генералштаба (начелника штаба). Неуспеси у војсци, посебно у Бици код Лојтена, јасно су дали до знања да Аустрија нема „велики мозак“ и да је команда требала да прошири оптерећење како би врховни командант имао времена да размотри стратешку слику. Прописе из 1757. године створили су Грос Фелдгенералштаб и Клајн Генералштаб (велики и мали генералштаб), а након промена 1769. године основано је стално особље од 30 официра под управом Франца Морица фон Ласиа, које би у рату бивало проширено додатком млађих официра. Особље Гроса било је подељено на три дела: прво, Интринсекум, који се бавио операцијама унутрашње администрације и руковођења; друго, спољне активности, укључујући пионире; треће, инспекцијска служба, која се бавила издавањем наредби и ратним заробљеницима. Уз генералштаб био је и генерал-ађутант, који је предводио групу ађутантског особља које су изабрали команданти војске да би се бавили детаљима унутрашње управе и упоређивањем обавештајних података, и био је потчињен главном команданту. Начелник штаба постао је главни саветник врховног команданта, и у фундаменталном помаку од претходне административне улоге, начелник штаба је сада предузео оперативно планирање, делегирајући рутински посао на своје више старешине. Штабни официри су били одабрани из линијских јединица и касније би се враћали у њих, с намером да се током свог времена са особљем докажу као вође. У бици или када је војска имала одвојила корпус, команданту колоне би се доделио мали број особља као мања верзија штаба. Осова вишег ранга, обично мајор, био би шеф штаба колоне и његов главни задатак био би да помогне команданту да има бољи увид у стање на терену.
Када је Карл Мак фон Либерич постао начелник генералштаба војске под принцом Јосијом од Саксе-Кобург-Калфелда у Холандији, он је издао Instruktionspunkte für gesammte Herren Generals, чијих задњих 19 тачака наводе улоге штабних официра, који се баве офанзивним и одбрамбеним операцијама, истовремено помажући главнокомандујућем. Године 1796, надвојвода Карло од Аустрије је изменио списак својим сопственим Observationspunkte, пошући о шефу штаба: „он је дужан да размотри све могућности у вези са операцијама, а не да себе сматра само извршавањем тих упутстава“. Дана 20. марта 1801, подмаршал Дука постао је први светски мирнодопски Generalquartiermeister на челу штаба, и ратна улога начелника штаба сада је била усредсређена на планирање и операције за помоћ команданту. Надвојвода Карло од Аустрије произвео је нови Dienstvorschrift 1. септембра 1805, који је особље поделио на три дела: 1) Политичка преписка; 2) Оперативна управа која се бави планирањем и обавјештајним радом; 3) Дирекција за услуге која се бави администрацијом, снабдевањем и војном правдом. Надвојвода је успоставио позицију савременог начелника штаба: „Начелник штаба стоји уз врховног команданта и у потпуности му стоји на располагању. Његова сфера рада не повезује га са одређеном јединицом”. „Врховни командант одлучује шта и како треба да се догоди; његов главни помоћник разрађује те одлуке, тако да сваки подређени разуме његов додељени задатак“. Стварањем корпуса 1809. године, сваки је имао особље, чији је шеф био одговоран за руковођење операцијама и извршавање целокупног плана штаба. Особље је по избијању рата 1809. бројало преко 170 припадника. Коначно је 1811, Јозеф Радецки фон Радец произвео свој Über die bessere Einrichtung des Generalstabs, који је руководећој и надзорној улози шефа штаба дао приоритет над одељењима (Политичка преписка, Операције и Служба) под њиховим властитим директорима, ефективно спајајући ађутанте и официре генералштаба. У овом систему лежали су почеци формалног особља корпуса, чији су се чланови могли специјализовати за операције, обавештајне послове и логистику.

### Француска
Упркос краткотрајном сталном особљу под управом St-Cyr (1783–90), Французи су се вратили старом систему 1790, када је Револуционарна влада укинула штабни кор. Када је генерал Луј Александар Бертје именован за шефа кабинета француске војске Италије 1795. године, то је била његова стара административна улога, коју су Жомини и Ваше тачно описали као „главни службеник“ и „са ограниченом надлежности“. Његов приручник је само систем извештавања као врста канцеларијског приручника. Штабни официри су избачени из линије према аустријском моделу, али нису прошли никакву обуку и само су постајали ефикасни у административним задацима, посебно у брзом издавању наредби. Наполеону Бонапарти је то одговарало од тренутка када је преузео војску следеће године и он је користио Бертјеов систем током свих ратова. Пресудно је било да је Наполеон остао шеф обавештајне службе и оперативни планер, што је оптерећење са којим, на крају, није могао да се носи ни он.

## Организација штабова земаља чланица НАТО-а
Већина чланица НАТО-а је прихватила сличну функционалну организацију својих штабова. Тај систем се темељи на организацији француске војске из 19. века по којем је свакој штабској дужности у заповедништву или јединици додељено одговарајуће слово као префикс који означава врсту заповедништва, иза којега следе бројеви који означавају штабске функције у датом заповедништву. Притом бројеви не значе хијерархију (нпр. 1 није значајнији од 2), већ је то наставак француске праксе још из 19. века.
Словне ознаке су:
- , заповедништво ваздухопловних снага,
- , заповедништво комбинованих (вишенационалних) снага,
- , истурено заповједништво,
- , заповедништво копнених снага,
- , здружено (две или више грана) заповедништво,
- , заповедништво поморских снага (Navy) и
- , заповедништва јединица којима заповеда пуковник и нижи официри (Staff).

У неким случајевима, иако то није службено, појављује се и слово E које значи Element и које се користи за означавање мањег самосталног елемента који није део штабне организације. Тако нпр. E3 може бити оперативни елемент логистике, E4 елемент логистике на истуреном месту медицинске потпоре и сл.
Бројевне ознаке штабских функција су:
- 1, особље и администрација,
- 2, обавјештајни послови и сигурност,
- 3, операције,
- 4, логистика,
- 5, планирање,
- 6, телекомуникације и информацијска технологија (ИТ),
- 7, обука,
- 8, финанције и уговори,
- 1, цивилно-војна сурадња (Civil Military Cooperation – CIMIC).

Тако се, нпр. официр за персоналне послове у заповедништву поморских снага означава као N1. У заповедништвима већег нивоа свака штабска функција захтева постојање властитог одсека, одела и сл, при чему се ознака N1 односи на тај одсек, одео и сл, али и на челника те штабске целине. Такво означавање може ићи и наниже при чему би нпр. J13 означавао оперативног официра у одсеку (оделу и сл) за персоналне послове заповедништва здружених снага. 

## Штабске функције

### Особље и администрација (1)
Официр за персоналне послове и администрацију управља персоналним и административним системом који повезује заповедништво с подређеним јединициама обављајући послове у распону од решавања персоналних захтева подређених до провођења надређених о распореду, премештају и сл, а на нивоу јединице S1 се најчешће брине још и о организацији и раду поштанске службе.

### Обавештајни послови и сигурност (2)
Обавештајни део штаба је одговоран за прикупљање и обраду података и информација о томе шта противник чини или намерава чинити с циљем успешног обављања властите мисије, а често још надзире земљовиде и географски информациони систем – ГИС. На нивоу јединице S2 је официр за сигурност који обавља све послове око издавања допуштења особљу постројбе за приступ заштићеним (класифицираним) подацима.

### Операције (3)
Штабска целина за операције је намењена планирању операција, а понекад у својој надлежности може имати и обуку (најчешће на нижим разинама). Осим планирања и усклађивања операција, та штабска целина се брине о свим другим пословима који омогућавају деловање јединице и обављање њене мисије, као и о пословима око подупирања и додатног планирања операције, планирања будућих операција те извршења планиране обуке. У већини јединица то је највећа штабска целина и сматра се најважнијом, а командир те целине најчешће има исти чин као и извршни официр (ен. executive officer – XO).

### Логистика (4)
Штабна целина за логистику је одговорна за управљање логистичком потпором и осигурање свих врста опскрбе и услуга, као што су муниција, гориво, храна, вода, санитет, одржавање, материјална средства, градитељство и пријевоз.

### Планирање (5)
Штабска целина за планирање је одговорна за дугорочно планирање и стратегију развоја неке више устројбене целине (нпр. једне гране оружаних снага или сталног заповедништва здружених снага), а ниже устројбене целине најчешће немају такву организацијску целину.

### Телекомуникације и информацијска технологија (ИТ) (6)
Телекомуникацијска штабска целина управља свим комуникацијама и даје комуникацијске упуте током операција те отклања све кварове у комуникацијском систему. На нивоу јединице S6 је обично одговоран за све електронске системе у јединици, укључујући рачунаре, факсове, копирне апарате, и телефоне.

### Обука (7)
Штабна целина за обуку организује и усклађује све обучне активности које спроводи јединица те надзире и подупире обуку подређених јединица. 

### Финанције (8)
Штабска целина за финансије се брине за финанцијску страну операција прибављајући одговарајуће финанцијске ресурсе и склапајући потребне уговоре.

### Цивилно-војна сарадња -(9)
Цивилно-војна сарадња или цивилни послови су делатности које стварају, одржавају, утичу на или користе односе између војних снага, владиних или невладиних цивилних организација и власти те цивилног становништва на властитом, неутралном или противничком подручју ради омогућавања војних операција и постизања заданих циљева.